# Toyota Corona
Toyota Corona – samochód osobowy klasy średniej produkowany w latach 1957–2002 przez japońską firmę Toyota. Dostępny w wielu wersjach nadwoziowych: sedan, kombi, coupé, liftback czy też pick-up (2. i 3. generacja modelu). Do napędu używano jednostek R4 o pojemności od 1,0 do 2,4 litra. Moc przenoszona była na oś tylną (do 8. generacji), a później na oś przednią. Powstało jedenaście generacji Corony. Następcą samochodu zostały modele: Premio, Avensis oraz Camry.

## Dane techniczne ('57 R4 1.0)

### Silnik
- R4 1,0 l (995 cm³), 4 zawory na cylinder, DOHC
- Układ zasilania: gaźnik
- Stopień sprężania: 7,0:1
- Średnica cylindra × skok tłoka: 65,00 mm × 75,00 mm
- Moc maksymalna: 34 KM (25 kW) przy 4500 obr./min
- Maksymalny moment obrotowy: 64 N•m przy 2800 obr./min

### Osiągi
- Przyspieszenie 0-100 km/h: b/d
- Prędkość maksymalna: 90 km/h

## Dane techniczne ('72 R4 1.9)

### Silnik
- R4 1,9 l (1858 cm³), 4 zawory na cylinder, DOHC
- Układ zasilania: gaźnik
- Stopień sprężania: 9,0:1
- Średnica cylindra × skok tłoka: 86,00 mm × 80,00 mm
- Moc maksymalna: 101 KM (75 kW) przy 5500 obr./min
- Maksymalny moment obrotowy: 148 N•m przy 3600 obr./min

### Osiągi
- Przyspieszenie 0-100 km/h: b/d
- Prędkość maksymalna: 170 km/h

## Dane techniczne ('79 R4 2.0 GT)

### Silnik
- R4 2,0 l (1968 cm³), 4 zawory na cylinder, DOHC
- Układ zasilania: wtrysk
- Stopień sprężania: 8,3:1
- Średnica cylindra × skok tłoka: 88,50 mm × 80,00 mm
- Moc maksymalna: 137 KM (101 kW) przy 5800 obr./min
- Maksymalny moment obrotowy: 172 N•m przy 4800 obr./min

### Osiągi
- Przyspieszenie 0-100 km/h: b/d
- Prędkość maksymalna: 180 km/h

## Dane techniczne ('01 R4 2.0 GT)

### Silnik
- R4 2,0 l (1998 cm³), 4 zawory na cylinder, DOHC
- Układ zasilania: wtrysk
- Stopień sprężania: 10,0:1
- Średnica cylindra × skok tłoka: 86,00 mm × 86,00 mm
- Moc maksymalna: 145 KM (107 kW) przy 5800 obr./min
- Maksymalny moment obrotowy: 196 N•m przy 4400 obr./min

### Osiągi
- Przyspieszenie 0-100 km/h: b/d
- Prędkość maksymalna: b/d

## Galeria

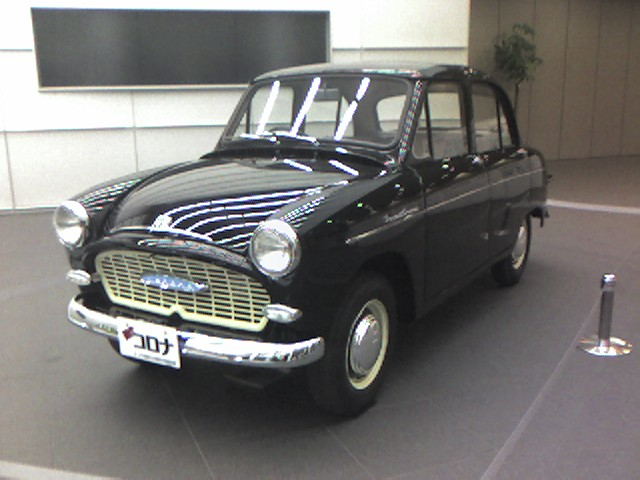
I generacja
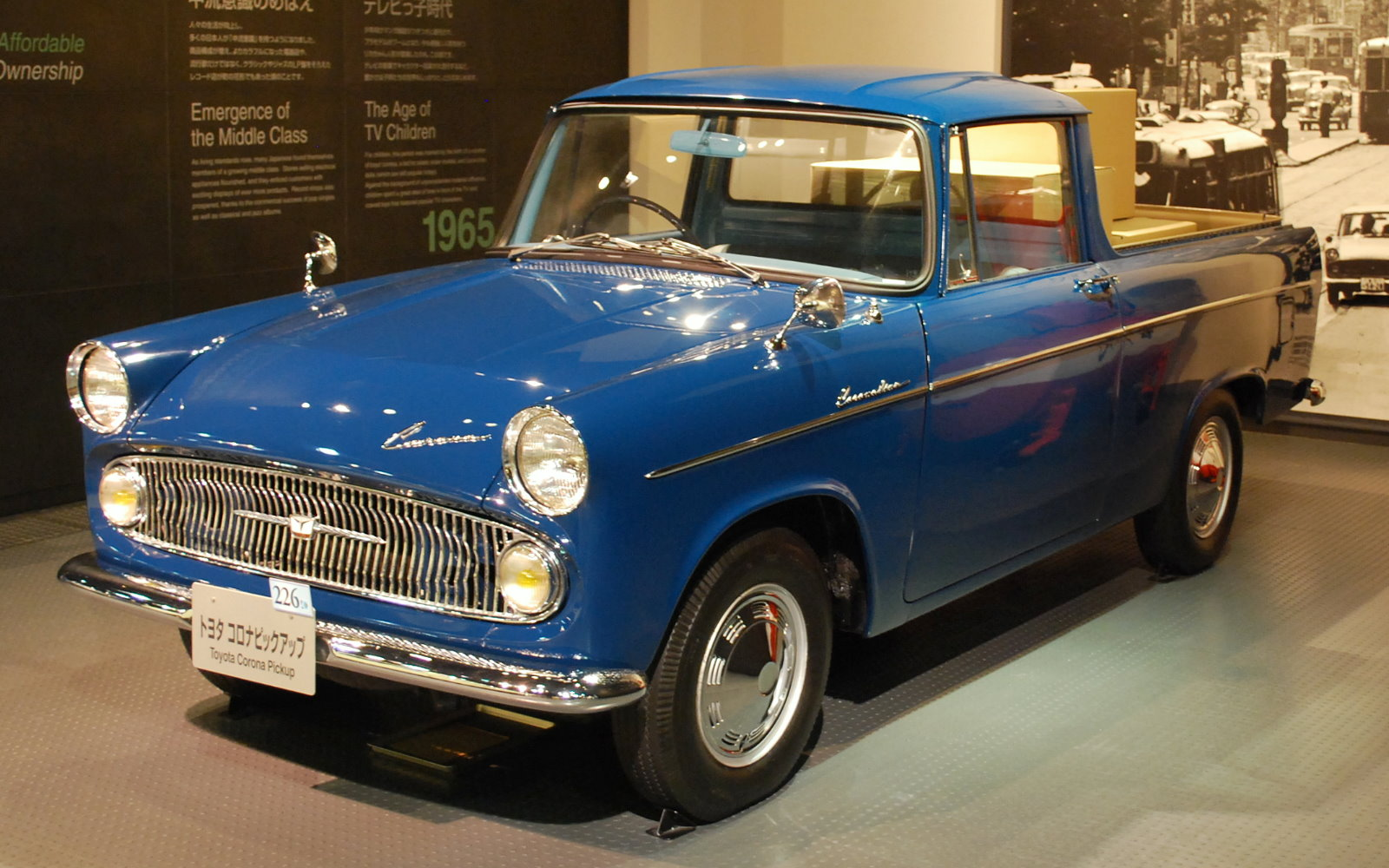
II generacja - '62 pick-up
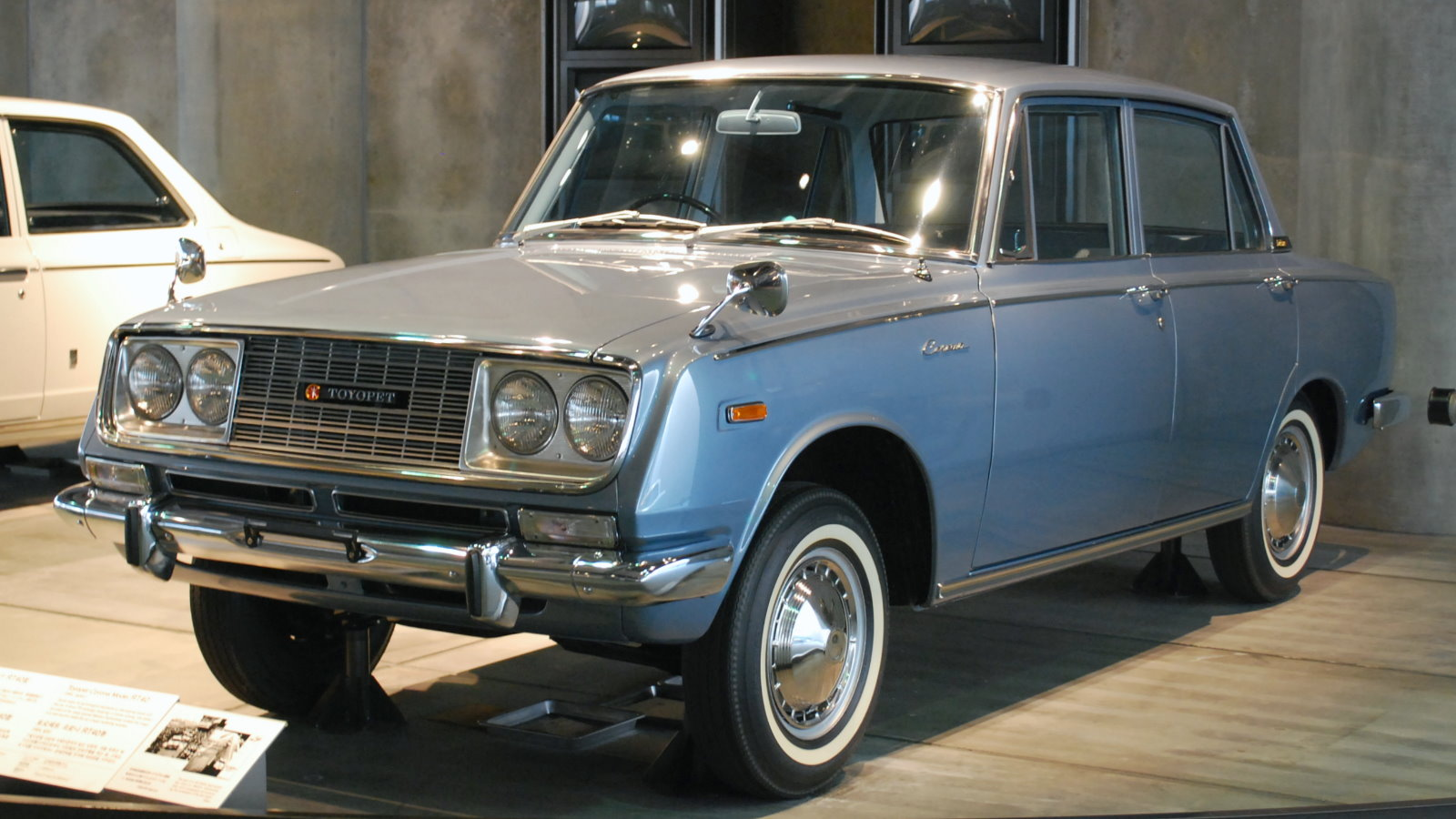
III generacja - '64 sedan
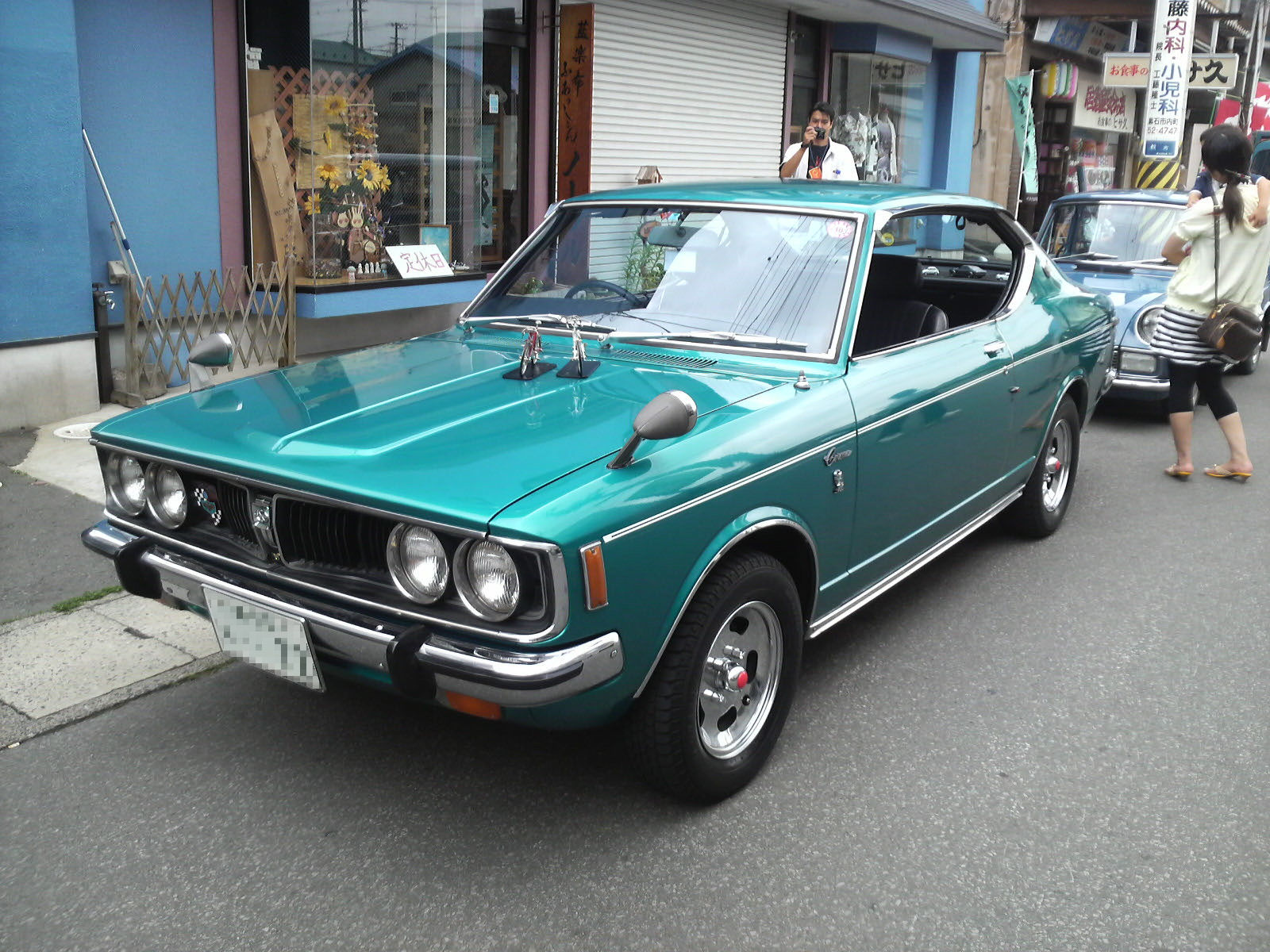
IV generacja - hardtop
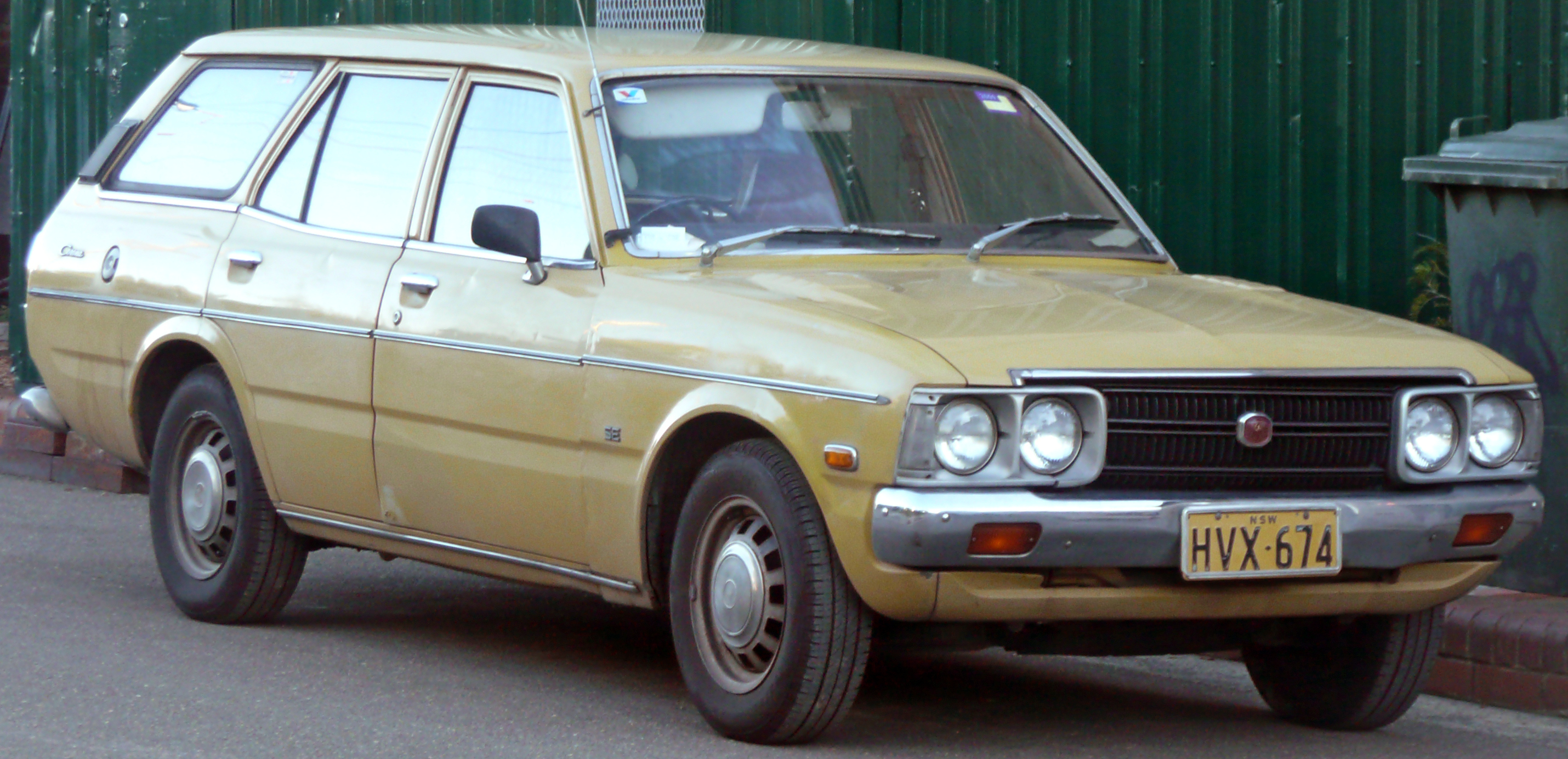
V generacja - kombi
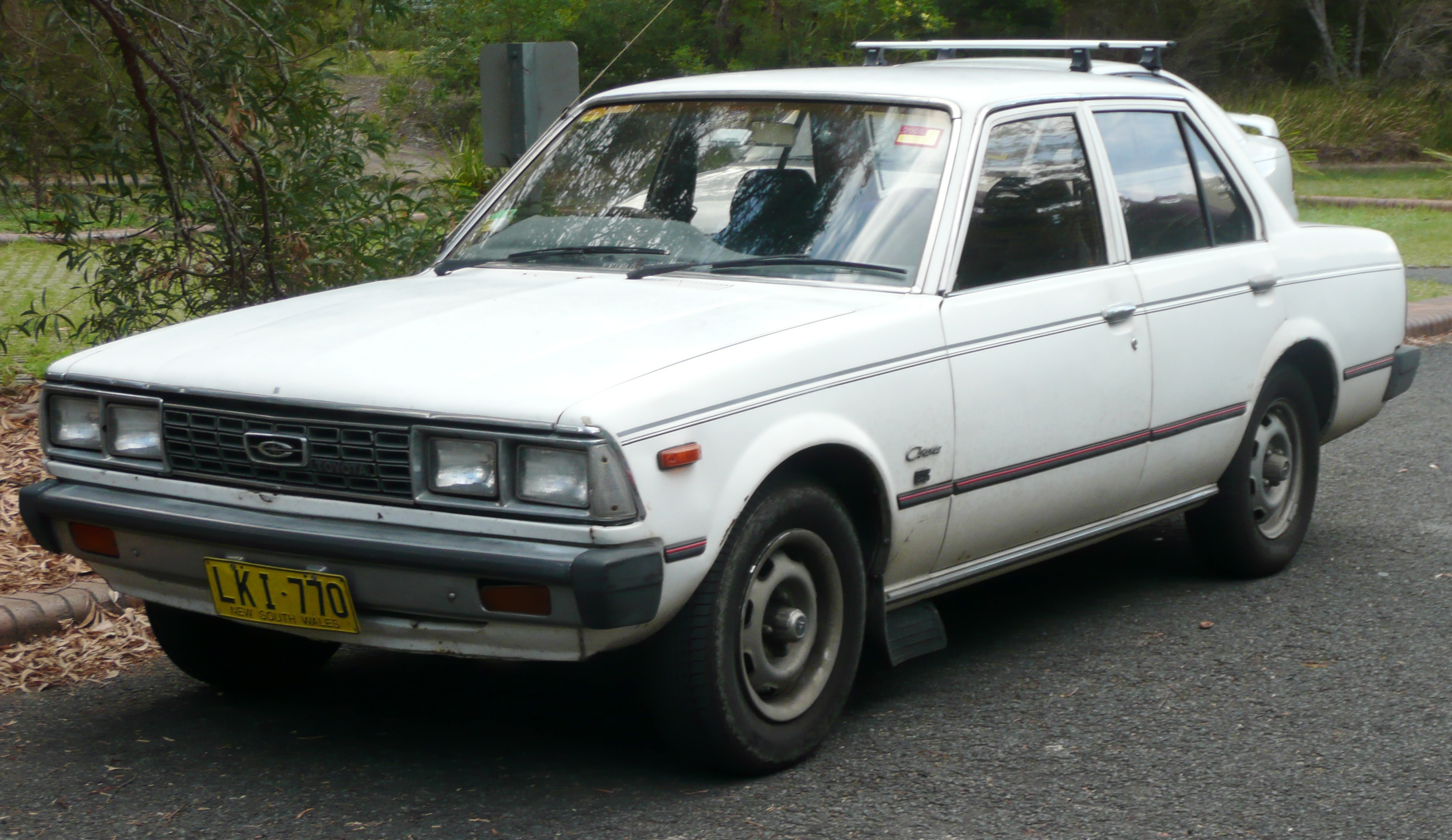
VI generacja - sedan
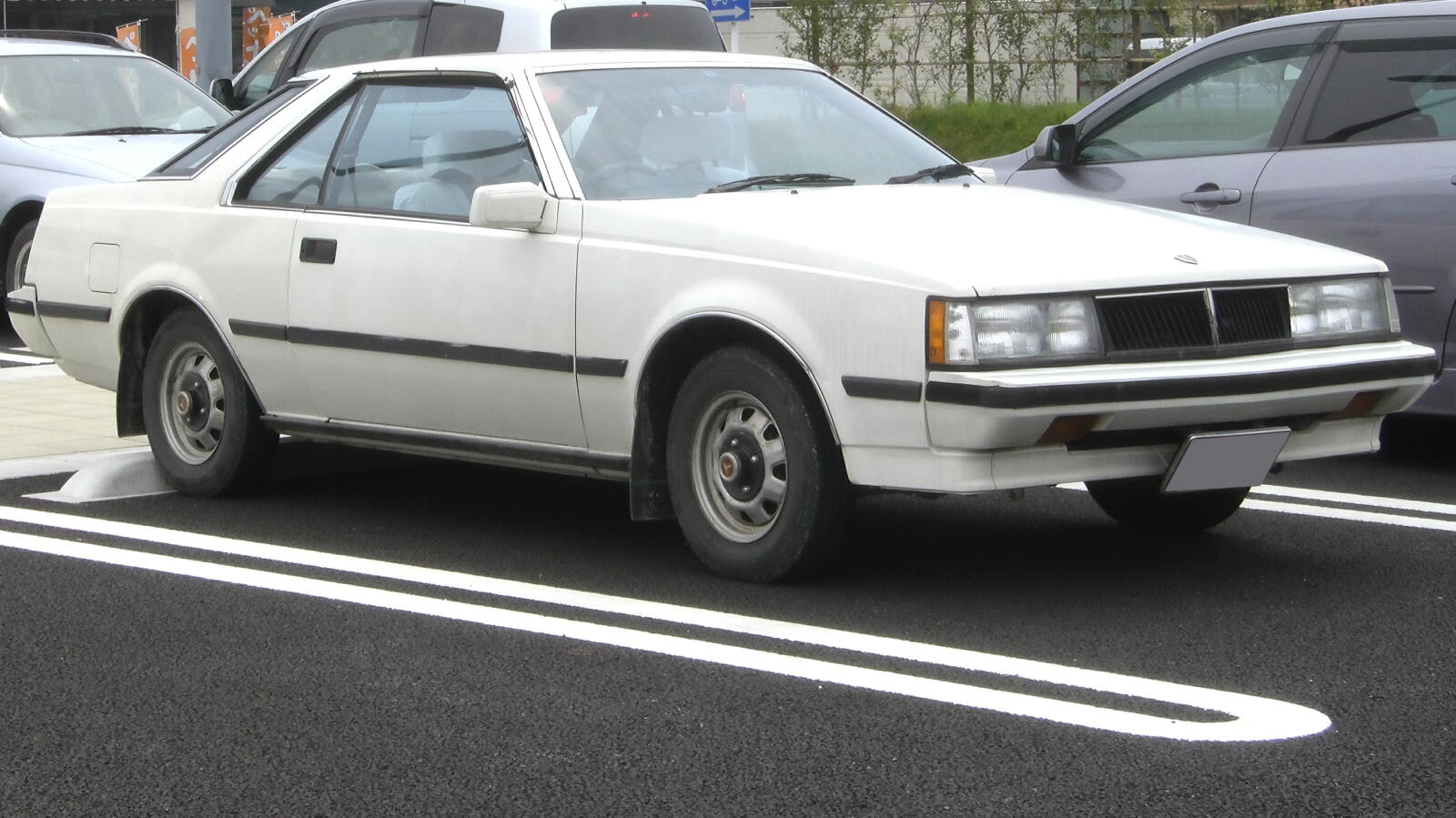
VII generacja - '83 coupé
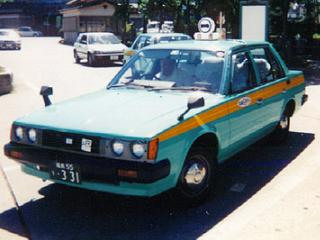
VII generacja - taxi
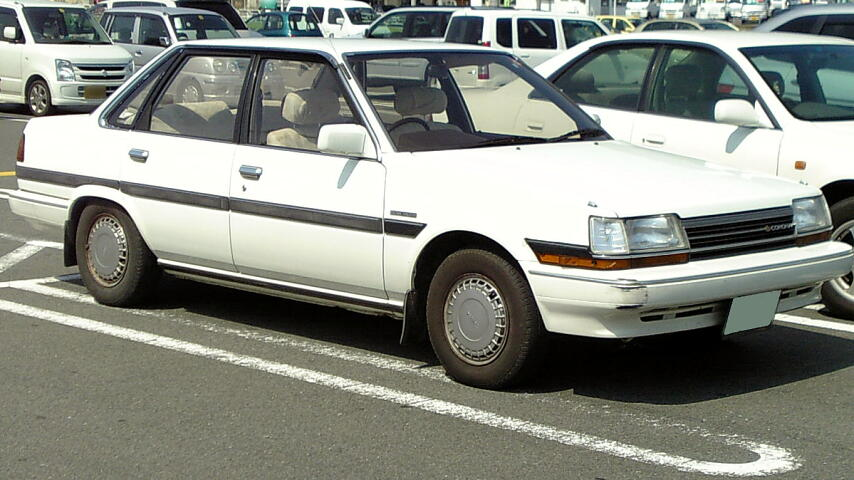
VIII generacja - '85 sedan
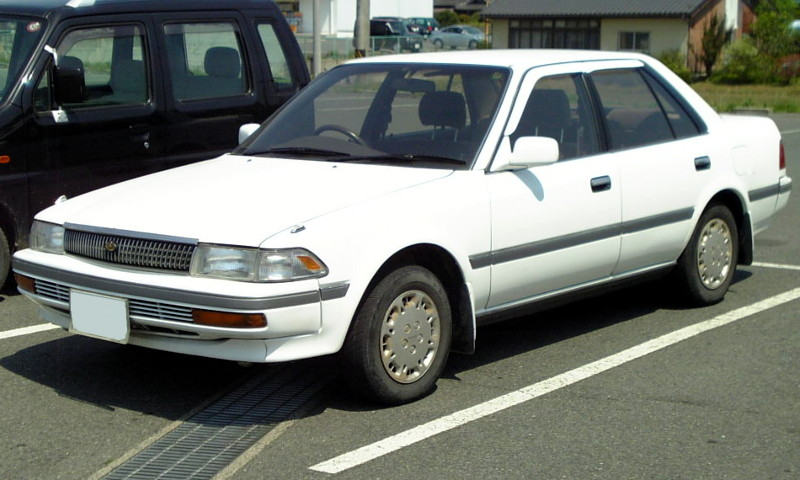
IX generacja - sedan
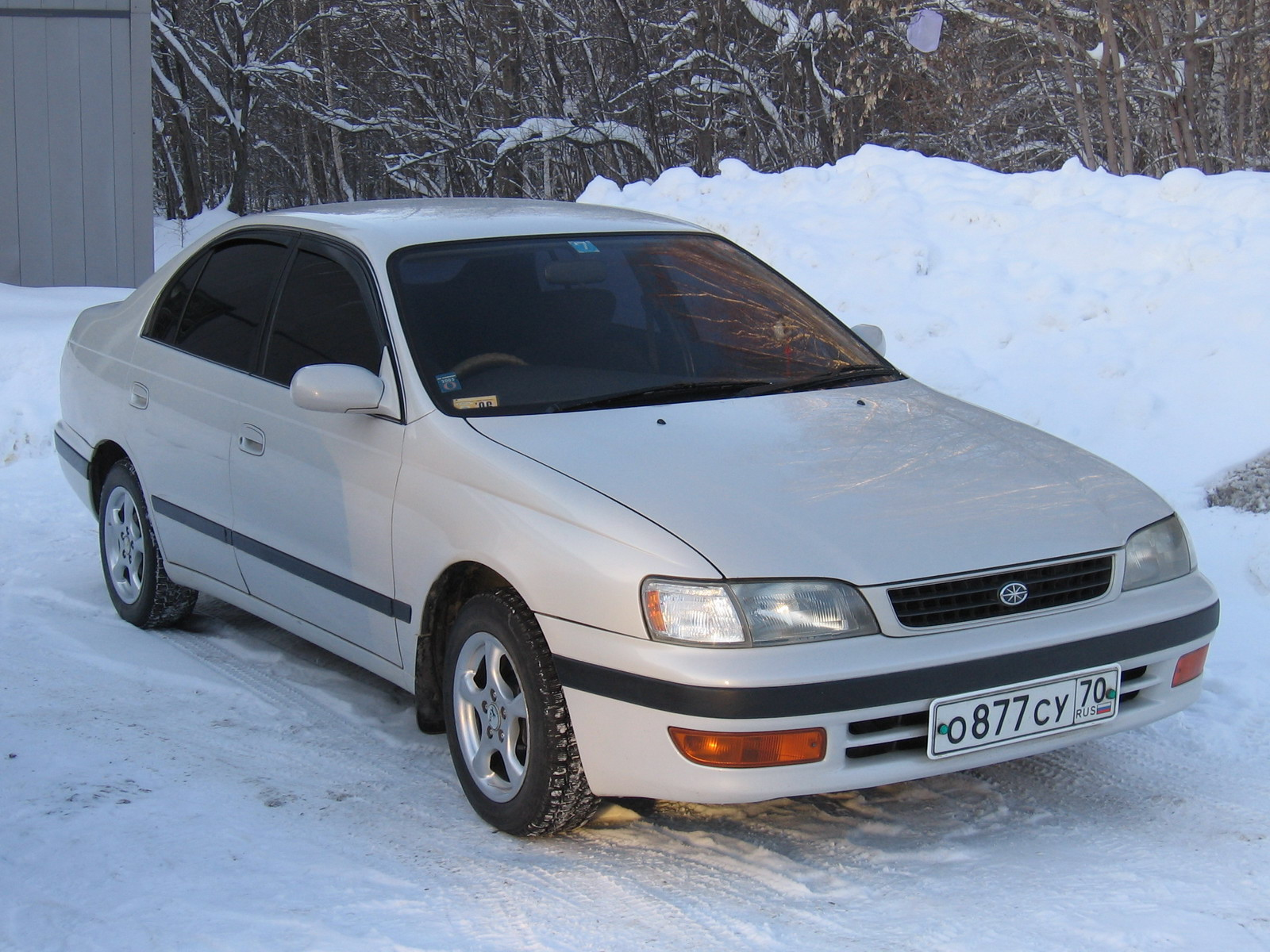
X generacja - '94
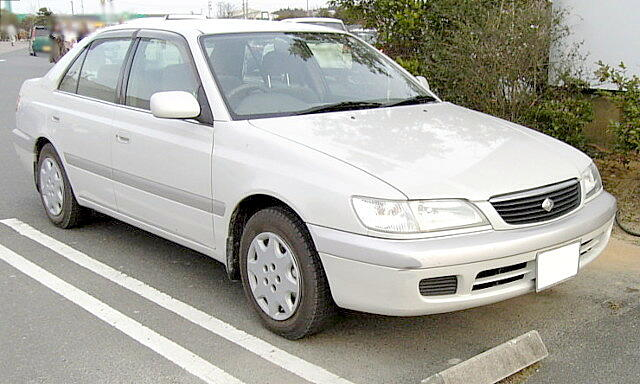
XI generacja - '98